# سلسلة جبال تيتون

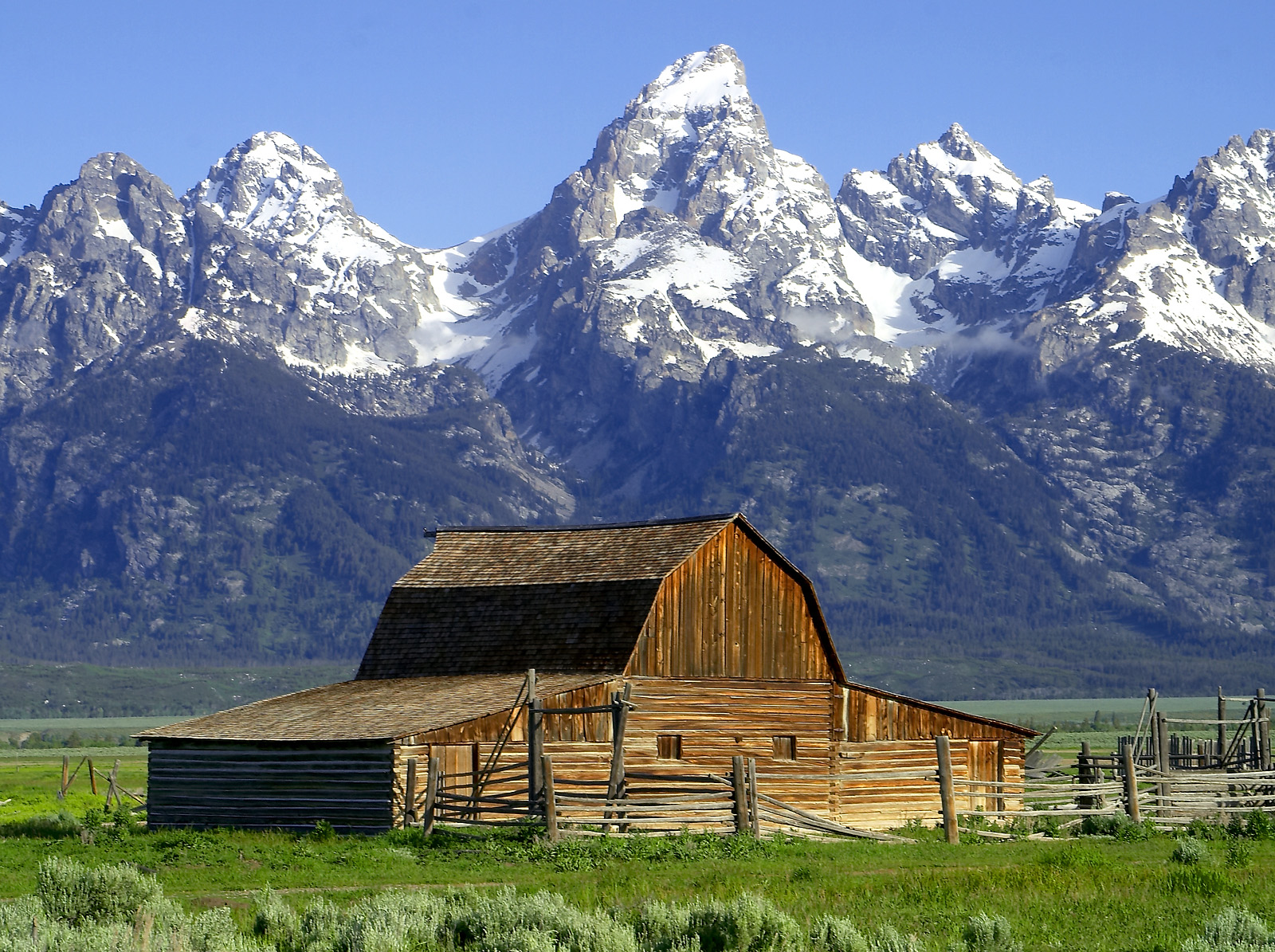
جبال تيتون

سلسلة جبال تيتون هي إحدى سلاسل جبال روكي في أمريكا الشمالية، وتقع في ولاية وايومنغ الأمريكية.